# Pour le Mérite
Pour le Mérite (Pentru Merit) a fost o distincție militară prusacă introdusă în anul 1740 de Frederic cel Mare (1712–1786), cu ocazia ocupării Sileziei în cadrul Războiului de Succesiune Austriacă. „Pour le Mérite” a fost, împreună cu decorația „Vulturul Negru”, una dintre cele mai înalte distincții decernată de un Rege al Prusiei unui ofițer. Acest ordin s-a decernat militarilor până în anul 1918.
La 23 septembrie 1917 colonelul Richard Hentsch a fost decorat cu ordinul „Pour le Mérite” pentru eforturile sale de a organiza administrația militară a României ocupate.
Persoanelor civile li se acorda distincția „Pour le mérite pentru știință și artă”. Acest ordin a fost acordat și filozofului francez Voltaire, care era prietenul regelui Frederic. Prima femeie decorată cu „Pour le mérite pentru știință și artă” a fost artista Käthe Kollwitz, în anul 1929.
În anul 2022, ordinul Pour le Mérite i-a fost acordat scriitoarei Herta Müller. 